# 아우디이우카

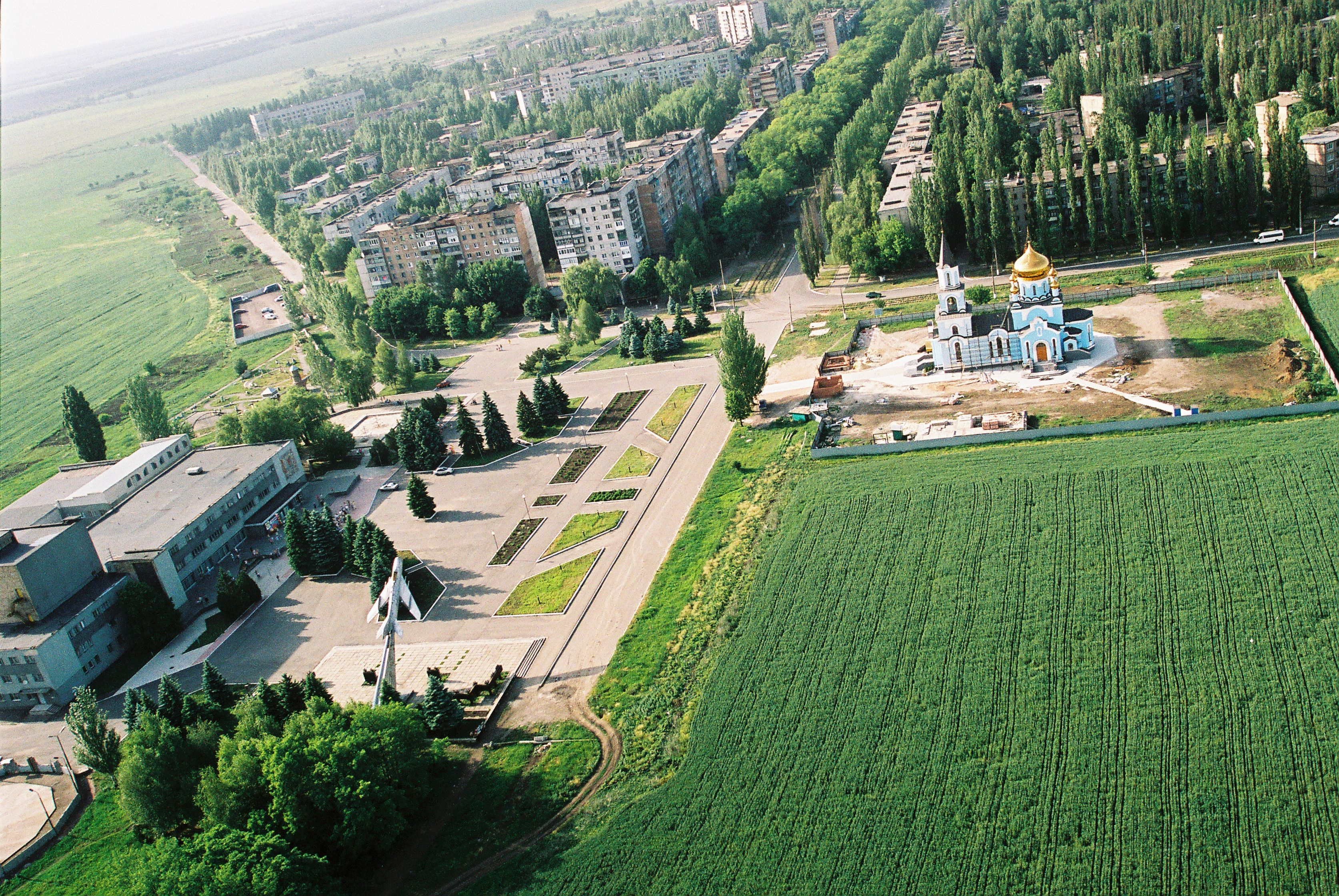
아우디이우카

아우디이우카(우크라이나어: Авдіївка [ɐu̯ˈd(ʲ)ijiu̯kɐ][*], 러시아어: Авдеевка [ɐvˈdʲe(ʲ)ɪfkə] 아브데옙카[*])는 우크라이나 도네츠크주의 도시로 면적은 29km2, 인구는 35,128명(2013년 기준), 인구 밀도는 1,200명/km2이다.
도네츠크의 북쪽에 위치하며 시내에는 화학 공장이 들어서 있다. 돈바스 전쟁이 진행 중이던 2017년 1월 29일부터 2월 4일까지 우크라이나 정부군과 도네츠크 인민공화국 군대 사이에 전투가 일어났다.

## 인구

시기
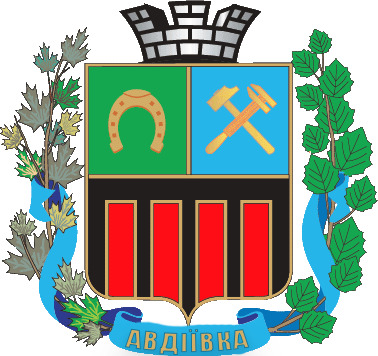
시 문장

| 연도 | 인구   | ±% p.a. |
| ---- | ------ | ------- |
| 1798 | 500    | —       |
| 1861 | 2,300  | +2.45%  |
| 2001 | 37,200 | +2.01%  |

| 연도 | 인구   | ±% p.a. |
| ---- | ------ | ------- |
| 2017 | 5,000  | −11.79% |
| 2022 | 31,392 | +44.40% |
| 2023 | 1,600  | −94.90% |

- 시기
- 시 문장